# Bataille d'al-Qaïm (2005)
Pour les articles homonymes, voir Bataille d'al-Qaïm.
Guerre d'Irak
La bataille d'al-Qaïm (nom de code opération Matador) est une offensive militaire menée par le corps des Marines des États-Unis contre des positions des insurgés sunnites dans le nord de la province d'Al-Anbar en Irak du 8 au 19 mai 2005. L'opération fut un véritable succès malgré plusieurs pertes.

## Objectifs de l'opération
Elle avait pour objectif d'éliminer les insurgés et les combattants étrangers dans cette région connue pour sa contrebande et sanctuaire de combattants étrangers venus de Jordanie et de Syrie.

## Déroulement et bilan
La plupart des insurgés ne portaient pas d'uniformes mais dans certains cas des gilets pare-balles. Les rapports de la Coalition affirment que la majorité d'entre eux étaient des anciens membres des Fedayin Saddam, organisation paramilitaire loyale au parti Baas du dictateur déchu Saddam Hussein. Al Qaïm fut déclarée sécurisée le 19 mai.
125 insurgés furent tués dans les combats. La bataille sera suivie par l’opération Squeeze Play, menée dans la banlieue ouest de la capitale irakienne, Bagdad.